# Décès en décembre 2022
Décès
- 2018
- 2019
- 2020
- 2021
- 2022
- 2023
- 2024
- 2025
- 2026

Pour une information complémentaire, voir la page d'aide.

| Date              | Nom                                | Activités                                                                                                  | Âge   | Source |
| ----------------- | ---------------------------------- | --- | ----- | ------ |
| 1er décembre      | Ercole Baldini                     | Cycliste sur route italien, champion olympique en 1956.                                                    | 89    | (it)   |
| 1er décembre      | Gerardo Bianco                     | Homme politique italien.                                                                                   | 91    | (it)   |
| 1er décembre      | Mylène Demongeot                   | Actrice et productrice française.                                                                          | 87    |        |
| 1er décembre      | Hannes Keller                      | Physicien et mathématicien suisse.                                                                         | 88    | (en)   |
| 1er décembre      | Igor Krichever                     | Mathématicien russe.                                                                                       | 72    | (ru)   |
| 1er décembre      | Ludwik Peretz                      | Architecte français.                                                                                       | 99    |        |
| 1er décembre      | Gaylord Perry                      | Lanceur américain de baseball.                                                                             | 84    | (en)   |
| 1er décembre      | Dorothy Pitman Hughes              | Militante féministe et activiste américaine.                                                               | 84    | (en)   |
| 1er décembre      | Haralds Sīmanis                    | Chanteur et couvreur de profession letton.                                                                 | 71    | (en)   |
| 1er décembre      | Yadollah Maftun Amini              | Poète iranien.                                                                                             | 96    | (fa)   |
| 2 décembre        | Tony Allen                         | Footballeur international britannique.                                                                     | 83    | (en)   |
| 2 décembre        | Mahmoud Bayati                     | Footballeur international iranien.                                                                         | 94    | (en)   |
| 2 décembre        | Giuseppe Cigana                    | Cycliste sur route italien puis français.                                                                  | 90    |        |
| 2 décembre        | Phil Edmonston                     | Homme politique et journaliste canadien.                                                                   | 78    |        |
| 2 décembre        | Danny Goldring                     | Acteur américain.                                                                                          | 76    | (en)   |
| 2 décembre        | Raúl Guerra Garrido                | Écrivain espagnol.                                                                                         | 87    | (es)   |
| 2 décembre        | Doreen Hamilton                    | Femme politique canadienne.                                                                                | 71    | (en)   |
| 2 décembre        | Olivier Hémon                      | Acteur français.                                                                                           | 72    |        |
| 2 décembre        | Jill Jolliffe                      | Journaliste et auteure australienne.                                                                       | 77    | (tet)  |
| 2 décembre        | Yoshio Kikugawa                    | Footballeur international japonais.                                                                        | 78    | (ja)   |
| 2 décembre        | Dominique Lapierre                 | Écrivain et philanthrope français.                                                                         | 91    |        |
| 2 décembre        | Jeanne d'Arc Lemay-Warren          | Juriste et administratrice canadienne.                                                                     | 100   |        |
| 2 décembre        | Laila Storch                       | Hautboïste américaine.                                                                                     | 101   | (en)   |
| 2 décembre        | Al Strobel                         | Acteur américain.                                                                                          | 83    |        |
| 3 décembre        | Svenne Hedlund                     | Chanteur suédois.                                                                                          | 77    | (se)   |
| 3 décembre        | Aljan Jarmoukhamedov               | Basketteur soviétique, champion et médaillé de bronze olympique (1972, 1976).                              | 78    | (ru)   |
| 3 décembre        | Jim Kolbe                          | Homme politique américain.                                                                                 | 80    | (en)   |
| 3 décembre        | Anne-Marie Krug-Basse              | Résistante et déportée française.                                                                          | 99    |        |
| 3 décembre        | Patrick Henri de Rham              | Biologiste suisse.                                                                                         | 86    |        |
| 3 décembre        | Jacqueline Rigaud                  | Juste parmi les nations française.                                                                         | 97    |        |
| 3 décembre        | Alexandre Zelkine                  | Chanteur de musique folk français.                                                                         | 84    |        |
| 4 décembre        | Nick Bollettieri                   | Entraîneur de tennis américain.                                                                            | 91    | (en)   |
| 4 décembre        | Hamadi Bousbiaâ                    | Homme d'affaires et personnalité du football tunisien.                                                     | 88    |        |
| 4 décembre        | Horst Faber                        | Patineur artistique allemand.                                                                              | 101   | (de)   |
| 4 décembre        | Manuel Göttsching                  | Musicien allemand.                                                                                         | 70    | (en)   |
| 4 décembre        | Karl Merkatz                       | Acteur autrichien.                                                                                         | 92    |        |
| 4 décembre        | Antonio Recalcati                  | Peintre et sculpteur italien.                                                                              | 84    |        |
| 4 décembre        | Patrick Tambay                     | Pilote automobile de Formule 1 français.                                                                   | 73    |        |
| 5 décembre        | Kirstie Alley                      | Actrice, productrice et scénariste américaine.                                                             | 71    | (en)   |
| 5 décembre        | Georges Caudron                    | Acteur, chanteur et directeur artistique français.                                                         | 70    |        |
| 5 décembre        | Hamsou Garba                       | Chanteuse nigérienne.                                                                                      | 63    |        |
| 5 décembre        | Klaus Kubitzki                     | Botaniste allemand.                                                                                        | 89    | (en)   |
| 5 décembre        | Jost Meier                         | Compositeur et chef d'orchestre suisse.                                                                    | 83    |        |
| 5 décembre        | Marie-Édouard Mununu-Kasiala       | Moine trappiste congolais.                                                                                 | 86    |        |
| 5 décembre        | Terrence O'Hara                    | Acteur et réalisateur américain.                                                                           | 76    | (en)   |
| 5 décembre        | Eduard Ovčáček                     | Artiste graphique, sculpteur, poète visuel et peintre tchécoslovaque puis tchèque.                         | 89    | (cs)   |
| 5 décembre        | Éric Pfrunder                      | Directeur artistique français.                                                                             | 74    |        |
| 5 décembre        | Bernd Rohr                         | Coureur cycliste allemand.                                                                                 | 85    | (de)   |
| 5 décembre        | Hélène Roussel                     | Actrice française.                                                                                         | 90    |        |
| 5 décembre        | Jim Stewart                        | Producteur musical et réalisateur artistique américain.                                                    | 92    | (en)   |
| 6 décembre        | Jet Black                          | Batteur britannique.                                                                                       | 84    | (en)   |
| 6 décembre        | Andrée Damant                      | Actrice française.                                                                                         | 93    |        |
| 6 décembre        | Anne-Marie Finkelstein             | Journaliste et patronne de presse française.                                                               | 78    |        |
| 6 décembre        | Sylvia Flores                      | Femme politique bélizienne.                                                                                | 71    | (en)   |
| 6 décembre        | Alain Fousseret                    | Homme politique français.                                                                                  | 66    |        |
| 6 décembre        | Pavel Gajdoš                       | Gymnaste tchécoslovaque puis slovaque.                                                                     | 86    | (en)   |
| 6 décembre        | Ichirō Mizuki                      | Seiyū, chanteur et parolier japonais.                                                                      | 74    | (en)   |
| 6 décembre        | Alekseï Olovnikov                  | Biologiste soviétique puis russe.                                                                          | 86    | (en)   |
| 6 décembre        | François Tanguy                    | Metteur en scène français.                                                                                 | 64    |        |
| 7 décembre        | Jacques Ciron                      | Acteur français.                                                                                           | 94    |        |
| 7 décembre        | Ákos Kertész                       | Scénariste, journaliste, dramaturge hongrois.                                                              | 90    | (hu)   |
| 7 décembre        | Jan Nowicki                        | Acteur polonais.                                                                                           | 83    | (pl)   |
| 7 décembre        | Even de Tissot                     | Musicien français.                                                                                         | 90    |        |
| 8 décembre        | Thubten Nyima Lungtok Tenzin Norbu | 102e ganden tripa et moine du bouddhisme tibétain indien.                                                  | 95    | (en)   |
| 8 décembre        | Albert Brenner                     | Chef décorateur et directeur artistique américain.                                                         | 96    | (en)   |
| 8 décembre        | Patrick Festy                      | Démographe français.                                                                                       | 77    |        |
| 8 décembre        | Aldona Gustas                      | Artiste peintre, poète et illustratrice allemande.                                                         | 90    | (en)   |
| 8 décembre        | Miodrag Ješić                      | Joueur international et entraîneur de football serbe.                                                      | 64    | (sr)   |
| 8 décembre        | Jeanne Henriette Louis             | Historienne française.                                                                                     | 84    |        |
| 8 décembre        | Marie-Jane Pruvot                  | Femme politique française.                                                                                 | 99    |        |
| 8 décembre        | Maurice Robert                     | Ethnologue universitaire français.                                                                         | 92    |        |
| 8 décembre        | Yoshishige Yoshida                 | Réalisateur japonais.                                                                                      | 89    | (en)   |
| 9 décembre        | Alain Besson                       | Joueur de rugby à XV français.                                                                             | 79    |        |
| 9 décembre        | Herbert Deutsch                    | Compositeur, inventeur et enseignant américain.                                                            | 93    | (en)   |
| 9 décembre        | Paulette Frantz                    | Comédienne française.                                                                                      | 93    |        |
| 9 décembre        | Joseph Kittinger                   | Militaire américain.                                                                                       | 94    | (en)   |
| 9 décembre        | Judith Lauand                      | Peintre et graveuse brésilienne.                                                                           | 100   | (pt)   |
| 9 décembre        | Christopher Nigel Page             | Botaniste écossais.                                                                                        | 80    | (en)   |
| 9 décembre        | Txomin Peillen                     | Biologiste, linguiste et écrivain français.                                                                | 90    | (eu)   |
| 9 décembre        | Fredrick Terna                     | Peintre autrichien puis américain.                                                                         | 90    | (eu)   |
| 9 décembre        | Grant Wahl                         | Journaliste sportif américain.                                                                             | 48    |        |
| 9 décembre        | David Young                        | Homme politique conservateur britannique.                                                                  | 90    | (en)   |
| 10 décembre       | John Aler                          | Artiste lyrique et chanteur américain.                                                                     | 73    | (en)   |
| 10 décembre       | Walter Bénéteau                    | Coureur cycliste français.                                                                                 | 50    |        |
| 10 décembre       | Dave Bolen                         | Athlète, diplomate et homme d'affaires américain.                                                          | 99    | (en)   |
| 10 décembre       | Georgia Holt                       | Actrice, chanteuse et mannequin américaine.                                                                | 96    | (en)   |
| 10 décembre       | Tshala Muana                       | Chanteuse, productrice et femme politique congolaise.                                                      | 64    |        |
| 10 décembre       | Moukaram Océni                     | Homme politique béninois.                                                                                  | 55    |        |
| 10 décembre       | Aziouz Raïs                        | Interprète algérien de chaâbi.                                                                             | 68    |        |
| 10 décembre       | Paul Silas                         | Joueur puis entraîneur américain de basket-ball.                                                           | 79    | (en)   |
| 11 décembre       | Angelo Badalamenti                 | Compositeur et arrangeur musical américain.                                                                | 85    |        |
| 11 décembre       | Chris Boucher                      | Scénariste britannique.                                                                                    | 79    | (en)   |
| 11 décembre       | Wolf Erlbruch                      | Illustrateur et écrivain d'ouvrage jeunesse allemand.                                                      | 74    |        |
| 11 décembre       | Frances Hesselbein                 | Femme d'affaires américaine.                                                                               | 107   | (en)   |
| 11 décembre       | Klemens Ludwig                     | Écrivain et astrologue allemand.                                                                           | 66    | (de)   |
| 12 décembre       | Alberto Alessi                     | Homme politique italien.                                                                                   | 83    | (it)   |
| 12 décembre       | Assunção dos Anjos                 | Diplomate et homme politique angolais                                                                      | 76    | (pt)   |
| 12 décembre       | Ekambi Brillant                    | Artiste, chanteur et guitariste camerounais.                                                               | 74    |        |
| 12 décembre       | Jim Carr                           | Homme politique canadien.                                                                                  | 71    |        |
| 12 décembre       | Drucilla Cornell                   | Universitaire américaine.                                                                                  | 72    | (en)   |
| 12 décembre       | Iván Faragó                        | Joueur d'échecs hongrois.                                                                                  | 76    | (en)   |
| 12 décembre       | Mirosław Hermaszewski              | Astronaute polonais.                                                                                       | 81    | (en)   |
| 12 décembre       | Kurt Linder                        | Footballeur allemand.                                                                                      | 89    | (de)   |
| 12 décembre       | Gérard Lom                         | Joueur de rugby à XV français.                                                                             | 88    |        |
| 12 décembre       | Stuart Margolin                    | Acteur, compositeur et producteur américain.                                                               | 82    | (en)   |
| 12 décembre       | Claude Mossé                       | Historienne française.                                                                                     | 97    |        |
| 12 décembre       | Hermann Nuber                      | Footballeur allemand.                                                                                      | 87    | (de)   |
| 12 décembre       | Gosaku Ōta                         | Mangaka japonais.                                                                                          | 74    | (en)   |
| 12 décembre       | Latinka Perović                    | Historienne communiste et femme politique yougoslave puis serbe.                                           | 89    | (sr)   |
| 12 décembre       | Philippa Roe                       | Femme politique conservatrice britannique.                                                                 | 60    | (en)   |
| 12 décembre       | Josef Schagerl                     | Sculpteur autrichien.                                                                                      | 99    | (de)   |
| 12 décembre       | Remy Sylado                        | Écrivain et acteur indonésien.                                                                             | 77    | (id)   |
| 13 décembre       | Miguel Barbosa Huerta              | Homme politique mexicain.                                                                                  | 63    | (en)   |
| 13 décembre       | Paul Chollet                       | Homme politique français.                                                                                  | 94    |        |
| 13 décembre       | Jean-Jacques de Granville          | Botaniste français.                                                                                        | 79    |        |
| 13 décembre       | David Ramsbotham                   | Militaire et homme politique britannique.                                                                  | 88    | (en)   |
| 13 décembre       | Lalo Rodríguez                     | Chanteur de salsa portoricain.                                                                             | 64    | (en)   |
| 13 décembre       | Kim Simmonds                       | Guitariste britannique.                                                                                    | 75    | (en)   |
| 14 décembre       | Salim al-Zaanoun                   | Homme politique palestinien.                                                                               | 88    | (ar)   |
| 14 décembre       | Constantin Dinu                    | Joueur international roumain et entraîneur de rugby à XV.                                                  | 77    | (ro)   |
| 14 décembre       | Djene Djento                       | Auteur-compositeur-interprète camerounais.                                                                 | 59    |        |
| 14 décembre       | Riccardo Giovanelli                | Astronome et professeur d'université américain.                                                            | 76    | (en)   |
| 14 décembre       | Wulf Kirsten                       | Poète et éditeur allemand.                                                                                 | 88    | (de)   |
| 14 décembre       | Sven Jenssen                       | Chanteur allemand.                                                                                         | 88    | (de)   |
| 14 décembre       | Charlene Mitchell                  | Femme politique américaine.                                                                                | 92    | (en)   |
| 14 décembre       | Henri Picheral                     | Géographe français.                                                                                        | 84    |        |
| 15 décembre       | Anne-Marie Blanc                   | Romancière française.                                                                                      | 90    |        |
| 15 décembre       | Idrio Bui                          | Coureur cycliste italien.                                                                                  | 90    | (it)   |
| 15 décembre       | Bernard Chabbert                   | Journaliste français.                                                                                      | 78    |        |
| 15 décembre       | Renée Colliard                     | skieuse alpine suisse.                                                                                     | 88    |        |
| 15 décembre       | Håkan Lindquist                    | Écrivain suédois.                                                                                          | 64    | (se)   |
| 15 décembre       | Veronica Linklater                 | Femme politique britannique.                                                                               | 79    | (en)   |
| 15 décembre       | Nordine Mohamedi                   | Journaliste, écrivain et généalogiste français.                                                            | 56    |        |
| 15 décembre       | Billie Moore                       | Entraîneuse américaine de basket-ball.                                                                     | 79    | (en)   |
| 15 décembre       | James J. Murakami                  | Directeur artistique et chef décorateur américain.                                                         | 91    | (en)   |
| 15 décembre       | Jerôme Mvondo                      | Homme politique camerounais.                                                                               | 86    |        |
| 15 décembre       | Louis Orr                          | Joueur américain de basket-ball.                                                                           | 64    | (en)   |
| 15 décembre       | Oqtay Radjabov                     | Compositeur azerbaïdjanais.                                                                                | 81    | (az)   |
| 15 décembre       | Michael Reed                       | Directeur de la photographie britannique.                                                                  | 93    | (en)   |
| 15 décembre       | Shilananda                         | Prêtre jésuite espagnol.                                                                                   | 97    | (es)   |
| 15 décembre       | John Uelses                        | Athlète américain.                                                                                         | 85    | (en)   |
| 16 décembre       | Huzihiro Araki                     | Mathématicien et physicien japonais.                                                                       | 90    |        |
| 16 décembre       | Jean-Paul Corbineau                | Auteur-compositeur-interprète et musicien français.                                                        | 74    |        |
| 16 décembre       | Paul De Keersmaeker                | Homme politique belge.                                                                                     | 93    |        |
| 16 décembre       | Sylvie Genty                       | Actrice et écrivaine française.                                                                            | 71    |        |
| 16 décembre       | Daniela Giordano                   | Mannequin et actrice italienne.                                                                            | 75    | (it)   |
| 16 décembre       | Max Hoyt Hommersand                | Botaniste et phycologue américain.                                                                         | 92    | (en)   |
| 16 décembre       | Klaus Mayer                        | Prêtre catholique allemand.                                                                                | 99    | (de)   |
| 16 décembre       | Ammar Merrichkou                   | Footballeur tunisien.                                                                                      | 80    |        |
| 16 décembre       | Denise Meunier                     | Résistante et institutrice française.                                                                      | 104   |        |
| 16 décembre       | Siniša Mihajlović                  | Footballeur international yougoslave et serbe.                                                             | 53    |        |
| 16 décembre       | Elizabeth Parrish                  | Actrice américaine.                                                                                        | 97    | (en)   |
| 16 décembre       | Sâdegh Rouhâni                     | Marja chiite iranien.                                                                                      | 96    | (fa)   |
| 16 décembre       | José María Sison                   | Écrivain et militant communiste philippin.                                                                 | 83    | (en)   |
| 17 décembre       | Charlie Gracie                     | Chanteur et guitariste américain.                                                                          | 86    | (en)   |
| 17 décembre       | Janine Folcheris                   | Volleyeuse puis entraîneuse française.                                                                     | 91    |        |
| 17 décembre       | Mike Hodges                        | Producteur, réalisateur et scénariste britannique.                                                         | 90    | (en)   |
| 17 décembre       | Ann Mackenzie                      | Joueuse de squash et de badminton néo-zélandaise.                                                          | 89    | (en)   |
| 17 décembre       | Manuel Muñoz Muñoz                 | Footballeur international chilien.                                                                         | 94    | (es)   |
| 17 décembre       | Soumanou Oke                       | Homme d'État et militaire béninois.                                                                        | 67    |        |
| 17 décembre       | Philip Pearlstein                  | Peintre américain.                                                                                         | 98    | (en)   |
| 17 décembre       | Nélida Piñón                       | Écrivaine brésilienne.                                                                                     | 85    |        |
| 17 décembre       | Severino Poletto                   | Cardinal italien.                                                                                          | 89    |        |
| 17 décembre       | Marie-Luise Scherer                | Journaliste et écrivain allemande.                                                                         | 84    | (de)   |
| 17 décembre       | Mario Sconcerti                    | Journaliste sportif et écrivain italien.                                                                   | 74    | (it)   |
| 17 décembre       | Urmas Sisask                       | Compositeur estonien.                                                                                      | 62    | (et)   |
| 17 décembre       | Philippe Tillous-Borde             | Ingénieur et entrepreneur français.                                                                        | 76    |        |
| 18 décembre       | Maurice Briand                     | Homme politique français.                                                                                  | 73    |        |
| 18 décembre       | Lando Buzzanca                     | Acteur italien.                                                                                            | 87    | (it)   |
| 18 décembre       | Mohamadou Dabo                     | Homme d'affaires camerounais.                                                                              | 63    |        |
| 18 décembre       | Martin Duffy                       | Claviériste britannique.                                                                                   | 55    | (en)   |
| 18 décembre       | Trevor Fancutt                     | Joueur de tennis sud-africain.                                                                             | 88    | (en)   |
| 18 décembre       | Janine Ghobert                     | Femme politique, juriste et juge belge.                                                                    | 91    |        |
| 18 décembre       | Terry Hall                         | Auteur-compositeur-interprète britannique.                                                                 | 63    | (en)   |
| 18 décembre       | Wim Henderickx                     | Compositeur de musique contemporaine belge.                                                                | 60    | (nl)   |
| 18 décembre       | Robert P. Higgins                  | Zoologiste américain.                                                                                      | 90    | (en)   |
| 18 décembre       | Janine Quiquandon                  | Résistante française.                                                                                      | 102   |        |
| 18 décembre       | Carol Teichrob                     | Femme politique et agricultrice canadienne.                                                                | 83    | (en)   |
| 18 décembre       | Xi Xi                              | Écrivaine chinoise.                                                                                        | 85    | (en)   |
| 19 décembre       | Henriette Bernier                  | Romancière régionaliste française.                                                                         | 85    |        |
| 19 décembre       | Jonas Boruta                       | Prêtre jésuite, théologien et éditeur lituanien.                                                           | 78    | (en)   |
| 19 décembre       | Max Brito                          | Joueur ivoirien de rugby à XV.                                                                             | 51    |        |
| 19 décembre       | Tom Browning                       | Lanceur américain de baseball.                                                                             | 62    | (en)   |
| 19 décembre       | Serge Depaquit                     | Homme politique français.                                                                                  | 93    |        |
| 19 décembre       | Stanley Drucker                    | Clarinettiste américain.                                                                                   | 93    | (en)   |
| 19 décembre       | Mircea Dușa                        | Homme politique roumain.                                                                                   | 67    | (en)   |
| 19 décembre       | Jamila Ksiksi                      | Femme politique tunisienne.                                                                                | 54    |        |
| 19 décembre       | Gilbert Lascault                   | Écrivain, essayiste et critique d'art français.                                                            | 88    |        |
| 19 décembre       | Don McKenney                       | Joueur de hockey sur glace canadien.                                                                       | 88    | (en)   |
| 19 décembre       | Ivan Skosirev                      | Coureur cycliste soviétique.                                                                               | 75    | (ru)   |
| 19 décembre       | Salam al-Zobaïe                    | Homme politique irakien.                                                                                   | 63    | (ar)   |
| 20 décembre       | Jacques Bachelot                   | Cycliste sur route français.                                                                               | 84    |        |
| 20 décembre       | Mykola Berezutskiy                 | athlète de haies soviétique puis ukrainien.                                                                | 85    | (ru)   |
| 20 décembre       | Henri Debras                       | Architecte belge.                                                                                          | 97    |        |
| 20 décembre       | Quinn K. Redeker                   | Acteur et scénariste américain.                                                                            | 86    | (en)   |
| 20 décembre       | Maya Ruiz-Picasso                  | Historienne de l'art française.                                                                            | 87    |        |
| 21 décembre       | Alberto Asor Rosa                  | Critique littéraire, écrivain, universitaire et penseur politique italien.                                 | 89    | (it)   |
| 21 décembre       | Michel Bernard                     | Dessinateur, aquarelliste et peintre autodidacte figuratif français.                                       | 91    |        |
| 21 décembre       | Aminah Cendrakasih                 | Actrice indonésienne.                                                                                      | 84    | (en)   |
| 21 décembre       | Claude Dubois                      | Illustrateur et scénariste de bande-dessinée français.                                                     | 88    |        |
| 21 décembre       | Franz Gertsch                      | Peintre, graveur et xylographe suisse.                                                                     | 92    |        |
| 21 décembre       | Gordy Giovanelli                   | Rameur américain, champion aux Jeux olympiques d'été de 1948.                                              | 97    | (en)   |
| 21 décembre       | Franco Harris                      | Joueur professionnel américain de football américain.                                                      | 72    | (en)   |
| 21 décembre       | Ronnie Hillman                     | Joueur américain de football américain.                                                                    | 31    | (en)   |
| 21 décembre       | Diane McBain                       | Actrice américaine.                                                                                        | 81    | (en)   |
| 21 décembre       | Jean-Pierre Millecam               | Écrivain français.                                                                                         | 95    |        |
| 21 décembre       | Éric Molinié                       | Homme d'affaires français.                                                                                 | 62    |        |
| 21 décembre       | Maria Nowak                        | Économiste française.                                                                                      | 87    |        |
| 21 décembre       | György Tumpek                      | Nageur hongrois, médaillé de bronze aux Jeux olympiques d'été de 1956.                                     | 93    | (hu)   |
| 22 décembre       | Thom Bell                          | Musicien, chanteur et auteur-compositeur-interprète américain.                                             | 79    | (en)   |
| 22 décembre       | Big Scarr                          | Rappeur américain.                                                                                         | 22    | (en)   |
| 22 décembre       | Stephan Bonnar                     | Pratiquant d'arts martiaux mixtes américain.                                                               | 45    | (en)   |
| 22 décembre       | John Moffat Fugui                  | Homme politique puis ambassadeur salomonais.                                                               | 61    | (en)   |
| 22 décembre       | Victor Scherrer                    | Industriel et essayiste français.                                                                          | 79    |        |
| 22 décembre       | Anton Tkáč                         | Coureur cycliste tchécoslovaque, champion aux Jeux olympiques d'été de 1976.                               | 71    | (sk)   |
| 22 décembre       | Ronan Vibert                       | Acteur britannico-américain.                                                                               | 58    | (en)   |
| 22 décembre       | Piet Visagie                       | joueur de rugby à XV sud-africain                                                                          | 79    | (en)   |
| 23 décembre       | Momo Ayed                          | Entraîneur belge de football.                                                                              | 64    |        |
| 23 décembre       | Arthur Bihannic                    | Coureur cycliste français.                                                                                 | 89    |        |
| 23 décembre       | George Cohen                       | Footballeur international anglais, vainqueur de la Coupe du monde 1966.                                    | 83    |        |
| 23 décembre       | Maxi Jazz                          | Chanteur britannique.                                                                                      | 65    |        |
| 23 décembre       | Emine Kara                         | Combattante et militante kurde.                                                                            | 48    |        |
| 23 décembre       | Michael Marrus                     | Historien canadien de l'Holocauste, de la France et de l'histoire juive.                                   | 81    | (en)   |
| 23 décembre       | Mîr Perwer                         | Chanteur et auteur-compositeur kurde                                                                       | 29    |        |
| 23 décembre       | Txetxu Rojo                        | Footballeur international espagnol.                                                                        | 75    | (es)   |
| 23 décembre       | Odette Roy Fombrun                 | Écrivaine, historienne et intellectuelle haïtienne.                                                        | 105   |        |
| 23 décembre       | Mahmoud Sami-Ali                   | Psychologue français.                                                                                      | 97    |        |
| 23 décembre       | Genaro Sarmeno                     | Joueur de football international salvadorien.                                                              | 74    | (es)   |
| 23 décembre       | Philippe Streiff                   | Pilote automobile français de Formule 1.                                                                   | 67    |        |
| 23 décembre       | Mark Warkentien                    | Dirigeant sportif américain.                                                                               | 69    |        |
| 24 décembre       | Vittorio Adorni                    | Coureur cycliste italien.                                                                                  | 85    |        |
| 24 décembre       | Franco Frattini                    | Juge, diplomate et homme politique italien.                                                                | 65    |        |
| 24 décembre       | Elena Gianini Belotti              | Écrivaine, enseignante, pédagogue et militante féministe italienne.                                        | 93    |        |
| 24 décembre       | Archer MacLean                     | Ingénieur et programmeur de jeux vidéo britannique.                                                        | 60    | (en)   |
| 24 décembre       | Andrzej Pstrokoński                | Joueur de basket-ball polonais.                                                                            | 86    | (pl)   |
| 24 décembre       | Mario Rosa                         | Historien italien.                                                                                         | 90    | (it)   |
| 24 décembre       | Kathy Whitworth                    | Golfeuse américaine.                                                                                       | 83    |        |
| 25 décembre       | Azuquita                           | Chanteur de salsa panaméen.                                                                                | 76    | (es)   |
| 25 décembre       | Jean Blondel                       | Universitaire, professeur en science politique français.                                                   | 93    |        |
| 25 décembre       | Françoise Bourdin                  | Écrivaine française.                                                                                       | 70    |        |
| 25 décembre       | Pierre Brocheux                    | Historien franco-vietnamien.                                                                               | 91    |        |
| 25 décembre       | Cho Se-hui                         | Écrivain sud-coréen.                                                                                       | 80    |        |
| 25 décembre       | Haim Drukman                       | Rabbin orthodoxe et homme politique israélien.                                                             | 90    | (en)   |
| 25 décembre       | Michael Fuchs                      | Entrepreneur et homme politique allemand.                                                                  | 73    | (de)   |
| 25 décembre       | Claire Gagnier                     | Chanteuse et artiste lyrique canadienne.                                                                   | 98    |        |
| 25 décembre       | Micheline Gary                     | Actrice française.                                                                                         | 97    |        |
| 25 décembre       | Luc Marius Ibriga                  | Juriste et homme d'État burkinabé.                                                                         | 66    |        |
| 25 décembre       | Luther Johnson Jr.                 | Chanteur et guitariste de blues américain.                                                                 | 83    | (en)   |
| 25 décembre       | Jacques Lasfargues                 | Archéologue français.                                                                                      | 77    |        |
| 25 décembre       | John Leddy                         | Acteur néerlandais.                                                                                        | 92    | (nl)   |
| 25 décembre       | Moussa Medella                     | Homme politique tchadien.                                                                                  | 69    |        |
| 25 décembre       | Yūji Nunokawa                      | Producteur d'animation japonais.                                                                           | 75    | (en)   |
| 25 décembre       | Fabián O'Neill                     | Footballeur international uruguayen.                                                                       | 49    |        |
| 25 décembre       | Henryk Szordykowski                | Athlète de demi-fond polonais.                                                                             | 78    | (pl)   |
| 26 décembre       | Penda Dallé                        | Musicien camerounais.                                                                                      | 64    |        |
| 26 décembre       | Bernard Delfendahl                 | Anthropologue français.                                                                                    | 94    |        |
| 26 décembre       | Sergueï Dmitriev                   | Footballeur russe.                                                                                         | 58    | (en)   |
| 26 décembre       | Monika Frimmer                     | Soprano d'opéra allemande.                                                                                 | 65    | (de)   |
| 26 décembre       | Blasco Giurato                     | Directeur de la photographie italien.                                                                      | 81    | (it)   |
| 26 décembre       | Dorothy Iannone                    | Artiste américaine.                                                                                        | 89    | (en)   |
| 26 décembre       | Isaac Johsua                       | Économiste marxiste français.                                                                              | 83    |        |
| 26 décembre       | Didier de Plaige                   | Producteur de radio et ufologue français.                                                                  | 74    |        |
| 26 décembre       | Gio Wiederhold                     | Universitaire et informaticien italo-américain.                                                            | 86    | (en)   |
| 27 décembre       | Dominique Bentejac                 | Cavalier français de concours complet.                                                                     | 78    |        |
| 27 décembre       | Alain Bernheim                     | Pianiste français.                                                                                         | 91    |        |
| 27 décembre       | Hubert de Chevigny                 | Explorateur français.                                                                                      | 73    |        |
| 27 décembre       | René Deleris                       | Joueur français de rugby à XV.                                                                             | 96    |        |
| 27 décembre       | Arnie Ferrin                       | Joueur américain de basket-ball.                                                                           | 97    | (en)   |
| 27 décembre       | Andrzej Iwan                       | Footballeur international polonais.                                                                        | 63    | (pl)   |
| 27 décembre       | Pierre Le Guen                     | Dessinateur et scénariste de bande dessinée français.                                                      | 93    |        |
| 27 décembre       | Rodolfo Micheli                    | Footballeur international argentin.                                                                        | 92    | (es)   |
| 27 décembre       | André Miquel                       | Historien arabisant français.                                                                              | 93    |        |
| 27 décembre       | Giorgio Salmoiraghi                | Peintre italien.                                                                                           | 86    |        |
| 27 décembre       | Imre Szöllősi                      | Kayakiste hongrois, médaillé d'argent et de bronze olympique (1960, 1968).                                 | 81    | (hu)   |
| 28 décembre       | Tamara Baroni                      | Mannequin et actrice italienne.                                                                            | 80    | (it)   |
| 28 décembre       | Bernard Barsi                      | Archevêque émérite français.                                                                               | 80    |        |
| 28 décembre       | Italo Bettiol                      | Réalisateur italien de films d'animation.                                                                  | 96    |        |
| 28 décembre       | Waldebert Devestel                 | Supérieur belge des Frères de la charité de Gand.                                                          | 92    | (nl)   |
| 28 décembre       | Arata Isozaki                      | Architecte japonais.                                                                                       | 91    | (en)   |
| 28 décembre       | Marcel Jaurant-Singer              | Résistant français.                                                                                        | 101   |        |
| 28 décembre       | Avrion Mitchison                   | Zoologiste et immunologiste britannique.                                                                   | 94    | (de)   |
| 28 décembre       | Germain Anouman Ollo               | Homme d'État ivoirien.                                                                                     | 71    |        |
| 28 décembre       | Valda Osborn                       | Patineuse artistique britannique.                                                                          | 88    | (en)   |
| 28 décembre       | Linda de Suza                      | Chanteuse française d'origine portugaise.                                                                  | 74    |        |
| 28 décembre       | Tony Vaccaro                       | Photographe et photojournaliste de guerre américain.                                                       | 100   |        |
| 29 décembre       | Edouard Artemiev                   | Compositeur russe de musique électronique et de musique de film.                                           | 85    | (ru)   |
| 29 décembre       | Maximilien de Bade                 | Margrave de Bade, aristocrate allemand.                                                                    | 89    |        |
| 29 décembre       | Pierre Bouladou                    | Haltérophile français.                                                                                     | 97    |        |
| 29 décembre       | Keenan Cahill                      | Vidéaste web américain.                                                                                    | 27    |        |
| 29 décembre       | Miroslav Číž                       | Homme politique slovaque.                                                                                  | 68    | (sk)   |
| 29 décembre       | Noël Dejonckheere                  | Coureur cycliste belge.                                                                                    | 67    |        |
| 29 décembre       | Ruggero Deodato                    | Réalisateur et scénariste italien.                                                                         | 83    | (it)   |
| 29 décembre       | Shabana Rehman Gaarder             | Humoriste de stand-up norvégienne d'origine pakistanaise, écrivaine et chroniqueuse.                       | 46    |        |
| 29 décembre       | Pelé                               | Footballeur international brésilien, seul joueur triple vainqueur de la Coupe du monde (1958, 1962, 1970). | 82    |        |
| 29 décembre       | Gérard Puech                       | Joueur, arbitre et dirigeant de rugby à XIII français.                                                     | 69    |        |
| 29 décembre       | Edgar Savisaar                     | Homme d'État estonien.                                                                                     | 72    | (ee)   |
| 29 décembre       | Eric Thenius                       | Paléontologue et zoologiste autrichien.                                                                    | 72    | (de)   |
| 29 décembre       | János Varga                        | Lutteur hongrois, champion aux Jeux olympiques d'été de 1968.                                              | 83    | (hu)   |
| 29 décembre       | Vivienne Westwood                  | Styliste britannique.                                                                                      | 81    |        |
| 30 décembre       | Jean-Pierre Blanche                | Peintre français.                                                                                          | 95    |        |
| 30 décembre       | Willard Gaylin                     | Psychiatre, professeur d'université et bioéthicien américain.                                              | 97    | (en)   |
| 30 décembre       | Brian Glencross                    | Joueur de hockey sur gazon australien, médaillé d'argent et de bronze olympique (1964, 1968).              | 81    | (en)   |
| 30 décembre       | Rex Hartwig                        | Joueur de tennis australien.                                                                               | 93    | (en)   |
| 30 décembre       | Maurice Horn                       | Auteur, éditeur et historien franco-américain.                                                             | 91    | (en)   |
| 30 décembre       | Luis Mizón                         | Poète et écrivain chilien.                                                                                 | 80    |        |
| 30 décembre       | Uche Nwaneri                       | Joueur professionnel américain de football américain.                                                      | 38    | (en)   |
| 30 décembre       | Luann Ryon                         | Archère américaine.                                                                                        | 69    | (en)   |
| 30 décembre       | Jean-Robert Sansfaçon              | Journaliste et écrivain canadien.                                                                          | 74    |        |
| 30 décembre       | Shmuel Toledano                    | Homme politique israélien.                                                                                 | 101   | (he)   |
| 30 décembre       | Barbara Walters                    | Journaliste, animatrice de télévision et productrice américaine.                                           | 93    |        |
| 31 décembre       | Sergueï Baoutine                   | Joueur professionnel russe de hockey sur glace.                                                            | 55    | (ru)   |
| 31 décembre       | Benoît XVI                         | Pape de l’église catholique (2005-2013) puis pape émérite (2013-2022) et théologien catholique allemand.   | 95    |        |
| 31 décembre       | Mohamed Cherkaoui                  | Homme politique marocain.                                                                                  | 101   |        |
| 31 décembre       | Alain Deschamps                    | Diplomate français.                                                                                        | 94    |        |
| 31 décembre       | Colette Godard                     | Journaliste, critique dramatique, essayiste française.                                                     | 96    |        |
| 31 décembre       | Daniel Labille                     | Évêque catholique français.                                                                                | 90    |        |
| 31 décembre       | Anita Pointer                      | Auteure-compositrice-interprète et musicienne américaine.                                                  | 74    |        |
| 31 décembre       | Daniel Rigolet                     | Capitaine de navire français.                                                                              | 92    |        |
| 31 décembre       | Jean-Loup Roubert                  | Architecte français.                                                                                       | 90    |        |
| 31 décembre       | Salvador Sánchez-Terán             | Homme politique espagnol.                                                                                  | 88    | (es)   |
| 31 décembre       | Jacques Sereys                     | Acteur français.                                                                                           | 94    |        |
| Date indéterminée | William Carl Burger                | Botaniste américain.                                                                                       | 89/90 | (en)   |
| Date indéterminée | Kōji Chino                         | réalisateur et scénariste japonais.                                                                        | 92    | (ja)   |
| Date indéterminée | Aida Rostami                       | Médecin iranienne.                                                                                         | 35/36 | (en)   |